# Ischnoptera nox
Ischnoptera nox es una especie de cucaracha del género Ischnoptera, familia Ectobiidae. Fue descrita científicamente por Hebard en 1920.
Habita en Panamá y los Estados Unidos (Florida).